# 電化元年
電化元年（でんかがんねん）とは、日本史において用いられている言葉の一つ。これは戦後の昭和30年前後の日本国内において三種の神器などといった家電が普及し始めた時期のことが意味されている。三洋電機が1953年に発売した洗濯機から日本国内の洗濯機の売り上げが伸びて普及し、このことから大宅壮一は1953年を家電元年と命名した。電化元年とされた時期から洗濯機を含めた様々な家電が庶民の手の届くものとなり、日本国内での普及率が伸びて行き、メーカーの方でも家電製品の量産体制が整っていくこととなる。たとえば昭和30年ならば洗濯機の普及率が4%で冷蔵庫の普及率が1%であったのが、昭和35年には洗濯機が45%、冷蔵庫が15%にまで伸びている。そして昭和45年にはいずれもが90%を超えている。